# Cormocephalus insulanus
Cormocephalus insulanus är en mångfotingart som beskrevs av Carl Graf Attems 1928. Cormocephalus insulanus ingår i släktet Cormocephalus och familjen Scolopendridae. Inga underarter finns listade i Catalogue of Life.